# مصطفى اليوسفي
مصطفى اليوسفي  (1991 المغرب) هو لاعب كرة قدم مغربي يلعب حاليا لفريق الجيش الملكي